# Persone di nome Alex/Calciatori
| Questa pagina contiene informazioni ricavate automaticamente dalle voci biografiche con l'ausilio del template Bio e di un bot. L'aggiornamento è periodico e automatico e ricostruisce completamente la pagina. Se manca una persona in questa lista, sei pregato di non aggiungerla, ma accertati piuttosto che la sua voce biografica contenga il template Bio e che i dati anagrafici siano correttamente compilati. Se il template Bio manca, inseriscilo tu stesso o, in alternativa, metti l'avviso {{tmp\|Bio}} che ne segnala la mancanza. Se i dati riportati sono sbagliati, correggi direttamente la voce biografica; le modifiche saranno visibili in questa lista entro pochi giorni. Per chiarimenti vedi il progetto antroponimi. La lista contiene solo le 106 persone che sono citate nell'enciclopedia e per le quali è stato implementato correttamente il template Bio. Pagina aggiornata al 6 ago 2025. |

Questa è una lista di persone presenti nell'enciclopedia che hanno il nome Alex e sono calciatori.

## A(2)
- Alex Alves Cardoso, calciatore brasiliano (Assis Chateaubriand, n. 1992)
- Alex Arce, calciatore paraguaiano (Carapeguá, n. 1995)

## B(7)
- Alex Bangura, calciatore sierraleonese (Mokomre, n. 1999)
- Alex Bolaños, calciatore ecuadoriano (San Lorenzo, n. 1985)
- Alex Brosque, ex calciatore australiano (Sydney, n. 1983)
- Alex Brown, ex calciatore liberiano (n. 1978)
- Alex Bruce, ex calciatore scozzese (Dundee, n. 1952)
- Alex Burgmeier, ex calciatore liechtensteinese (n. 1973)
- Alex Busuttil, ex calciatore maltese (n. 1969)

## C(7)
- Alex Stik Castro, calciatore colombiano (Medellín, n. 1994)
- Alex Cevallos, ex calciatore ecuadoriano (Milagro, n. 1967)
- Alex Christian, calciatore haitiano (Port-au-Prince, n. 1993)
- Alex Comas, ex calciatore colombiano (Barranquilla, n. 1971)
- Alex Cooper, calciatore scozzese (Inverness, n. 1991)
- Alex Cordaz, ex calciatore italiano (Vittorio Veneto, n. 1983)
- Alex Costa dos Santos, ex calciatore brasiliano (Santa Luzia, n. 1989)

## D(15)
- Alex Antônio de Melo Santos, ex calciatore brasiliano (Diamantina, n. 1983)
- Alex Apolinário, calciatore brasiliano (Ribeirão Preto, n. 1996 - Vila Franca de Xira, † 2021)
- Alex Bruno de Souza Silva, calciatore brasiliano (Queimados, n. 1993)
- Alex Cazumba, calciatore brasiliano (Amélia Rodrigues, n. 1988)
- Alex Della Valle, ex calciatore sammarinese (n. 1990)
- Alex, ex calciatore brasiliano (Niterói, n. 1982)
- Alex Dias, ex calciatore brasiliano (Rio Brilhante, n. 1972)
- Alex Douglas, calciatore svedese (Stoccolma, n. 2001)
- Alex Dupont, calciatore, allenatore di calcio e dirigente sportivo francese (Dunkerque, n. 1954 - La Turbie, † 2020)
- Alex Dyer, calciatore montserratiano (Täby, n. 1990)
- Alex Sandro da Silva, ex calciatore brasiliano (Amparo, n. 1985)
- Alex Henrique da Silva, ex calciatore brasiliano (Ribeirão Preto, n. 1982)
- Alex Silva, calciatore brasiliano (Nanuque, n. 1994)
- Alex, calciatore brasiliano (Ribeirão Preto, n. 1999)
- Alex dos Santos Gonçalves, calciatore brasiliano (Teixeira de Freitas, n. 1990)

## E(1)
- Alex Elder, ex calciatore nordirlandese (Lisburn, n. 1941)

## F(3)
- Alex Feneridis, ex calciatore neozelandese (Wellington, n. 1989)
- Alex Fernandes, calciatore brasiliano (Santos, n. 2002)
- Alex Ferrari, calciatore italiano (Modena, n. 1994)

## G(3)
- Alex Gasperoni, calciatore sammarinese (Città di San Marino, n. 1984)
- Alex Gogić, calciatore cipriota (Nicosia, n. 1994)
- Alex Güity, calciatore honduregno (Tegucigalpa, n. 1997)

## H(1)
- Alex Þór Hauksson, calciatore islandese (n. 1999)

## I(3)
- Alex Ibacache, calciatore cileno (Quillota, n. 1999)
- Renato Ibarra, calciatore ecuadoriano (Ambuqui, n. 1991)
- Alex Iván, calciatore slovacco (Dunajská Streda, n. 1997)

## J(2)
- Alex Jackson, calciatore scozzese (Renton, n. 1905 - † 1946)
- Alex Juárez, calciatore argentino (Quilmes, n. 2004)

## K(3)
- Alex Kakuba, calciatore ugandese (Kampala, n. 1991)
- Alex Keddie, ex calciatore scozzese (Glasgow, n. 1981)
- Alex Král, calciatore ceco (Košice, n. 1998)

## L(3)
- Alex Sandro, calciatore brasiliano (Catanduva, n. 1991)
- Alex Laube, calciatore svizzero
- Alex Luna, calciatore argentino (Rafaela, n. 2004)

## M(18)
- Alex Gibbs, calciatore italiano (Desio, n. 1984)
- Alex Magallanes, ex calciatore peruviano (Lima, n. 1974)
- Alex Marshall, calciatore giamaicano (Kingston, n. 1998)
- Alex Massie, calciatore e allenatore di calcio scozzese (Possilpark, n. 1906 - Welwyn Garden City, † 1977)
- Alex McCall, ex calciatore scozzese (Glasgow, n. 1948)
- Alex McCarthy, calciatore inglese (Guildford, n. 1989)
- Alex Mellemgaard, calciatore faroese (Tórshavn, n. 1991)
- Alex Sandro Mendonça dos Santos, ex calciatore brasiliano (Jundiaí, n. 1986)
- Alex Paulo Menezes Santana, calciatore brasiliano (Morungaba, n. 1995)
- Alex Meret, calciatore italiano (Udine, n. 1997)
- Alex Mighten, calciatore inglese (West Hartford, n. 2002)
- Alex Mingle, ex calciatore ghanese (n. 1948)
- Alex Monis, calciatore statunitense (Downers Grove, n. 2003)
- Alex Moussounda, calciatore gabonese (Libreville, n. 2000)
- Alex Mowatt, calciatore britannico (Doncaster, n. 1995)
- Alex Andrew Murray, calciatore guyanese (Georgetown, n. 1992)
- Alex Muscat, ex calciatore maltese (Pietà, n. 1984)
- Alex Muyl, calciatore statunitense (New York, n. 1995)

## N(2)
- Alex Namazaba, ex calciatore zambiano (n. 1973)
- Alex Nibourette, calciatore seychellese (n. 1983)

## O(1)
- Alex Oikkonen, calciatore finlandese (Joutseno, n. 1994)

## P(6)
- Alex Parker, calciatore scozzese (Irvine, n. 1935 - † 2010)
- Alex Pederzoli, ex calciatore italiano (Piacenza, n. 1984)
- Alex Perolli, calciatore e allenatore di calcio albanese (Tirana, n. 1923 - Montréal, † 1994)
- Alex Pontons, calciatore boliviano (Santa Cruz de la Sierra, n. 1994)
- Alex Pringle, ex calciatore scozzese (Edimburgo, n. 1948)
- Alex Pritchard, calciatore inglese (Orsett, n. 1993)

## S(11)
- Alex Muralha, calciatore brasiliano (Três Corações, n. 1989)
- Alex Schalk, calciatore olandese (Prinsenbeek, n. 1992)
- Alexander Scott, calciatore scozzese (Falkirk, n. 1936 - † 2001)
- Alex Scott, calciatore inglese (Guernsey, n. 2003)
- Alex Maximiliano Silva, ex calciatore uruguaiano (Montevideo, n. 1990)
- Alex Silva Quiroga, calciatore uruguaiano (Montevideo, n. 1993)
- Alex Skotarek, ex calciatore tedesco (Sindelfingen, n. 1949)
- Alex Smith, calciatore scozzese (Darvel, n. 1876 - † 1954)
- Alex Sobczyk, calciatore austriaco (Vienna, n. 1997)
- Alex Stepney, ex calciatore inglese (Mitcham, n. 1942)
- Alex Stevenson, calciatore irlandese (Dublino, n. 1912 - † 1985)

## T(9)
- Alex Nimely, ex calciatore liberiano (Monrovia, n. 1991)
- Alex Tachie-Mensah, ex calciatore ghanese (Accra, n. 1977)
- Alex Tamm, calciatore estone (Tallinn, n. 2001)
- Alex Teixeira, calciatore brasiliano (Duque de Caxias, n. 1990)
- Alex Telles, calciatore brasiliano (Caxias do Sul, n. 1992)
- Alex Tenorio Rodrigues de Lima, ex calciatore brasiliano (Maceió, n. 1988)
- Alex Timossi Andersson, calciatore svedese (Helsingborg, n. 2001)
- Alex Tobin, ex calciatore australiano (Adelaide, n. 1965)
- Alex Tóth, calciatore ungherese (Budapest, n. 2005)

## V(6)
- Alex Valderrama, ex calciatore colombiano (Santa Marta, n. 1960)
- Alex Valentini, calciatore italiano (Guastalla, n. 1988)
- Alex Valera, calciatore peruviano (Pomalca, n. 1996)
- Alex Varas, ex calciatore cileno (Santiago del Cile, n. 1976)
- Alex Vigo, calciatore argentino (Paraná, n. 1999)
- Alex von Schwedler, ex calciatore cileno (Santiago del Cile, n. 1980)

## W(3)
- Alex Washington, calciatore americo-verginiano (n. 1995)
- Alex Wilkinson, ex calciatore australiano (Sydney, n. 1984)
- Alex Williams, ex calciatore inglese (Manchester, n. 1961)